# 保守団結の会
保守団結の会（ほしゅだんけつのかい）とは、自由民主党内の保守系勉強会「伝統と創造の会」創設時からの中核会員のうち、伝統的な家族観を重視する議員が路線の違いから新たに結成した党内の議員連盟である。代表世話人として高鳥修一、城内実、赤池誠章が就任した。現在の会員数は61名。「保守の会」とも呼ばれる。
「皇室の尊厳と皇統の護持」・靖国神社参拝・「憲法改正」等とともに、「新自由主義的経済政策」との決別・「国民雇用の安定」・「価値観を共有する諸国との連携」を政綱に掲げている。
2020年6月25日、評論家の櫻井よしこを講師に招き、第1回の勉強会と発会式を行った。この時点で、43人の中堅・若手自民党国会議員が入会した。
同年12月、新たに顧問として、安倍晋三（「伝統と創造の会」でも顧問を務める）、古屋圭司、高市早苗が入会した。
2021年1月26日、外国国章損壊罪との衡平を主張して刑法に「国旗損壊罪」を新設するよう政務調査会長下村博文に要請文を提出。
2021年9月の2021年自由民主党総裁選挙では、顧問の高市が総裁選に出馬した。会のメンバーからの支持を集める。
2022年8月3日、櫻井よしこを講師に招き、第23回の勉強会を開催。この日、小林一大と若林洋平が入会し、会員数61名となった。
同年8月29日、前月に銃撃されて死亡した安倍晋三を「永久顧問」に選任した。